# 陈中明
陈中明（1959年—），中国诗人。中国诗歌学会会员，嘉兴市作协会员，作品曾发表于《诗潮》《诗歌月刊》《广西文学》等刊物。

## 生平
生于重庆云阳农村，初中未毕业就在家务农，后来去过广东、海南。2005年来到浙江嘉兴。2010年，陈中明受聘于浙江南湖国际俱乐部（大酒店），成为一名保洁员。业余时间，陈中明热衷于创作诗歌，内容多为描述外来务工者的工作、生活。

## 个人生活
已婚。妻子亦为保洁员。育有两个孩子，一个在嘉兴，一个在温州。

## 著作
《低处的阳光》，个人诗集，收入诗歌148首，2019年5月，四川民族出版社。